# Mine de Kipushi
La mine de Kipushi, anciennement mine Prince Leopold est une mine souterraine de cuivre située près de la ville de Kipushi dans la province de Katanga en République démocratique du Congo. Elle a fonctionné de 1925 à 1993.

## Références

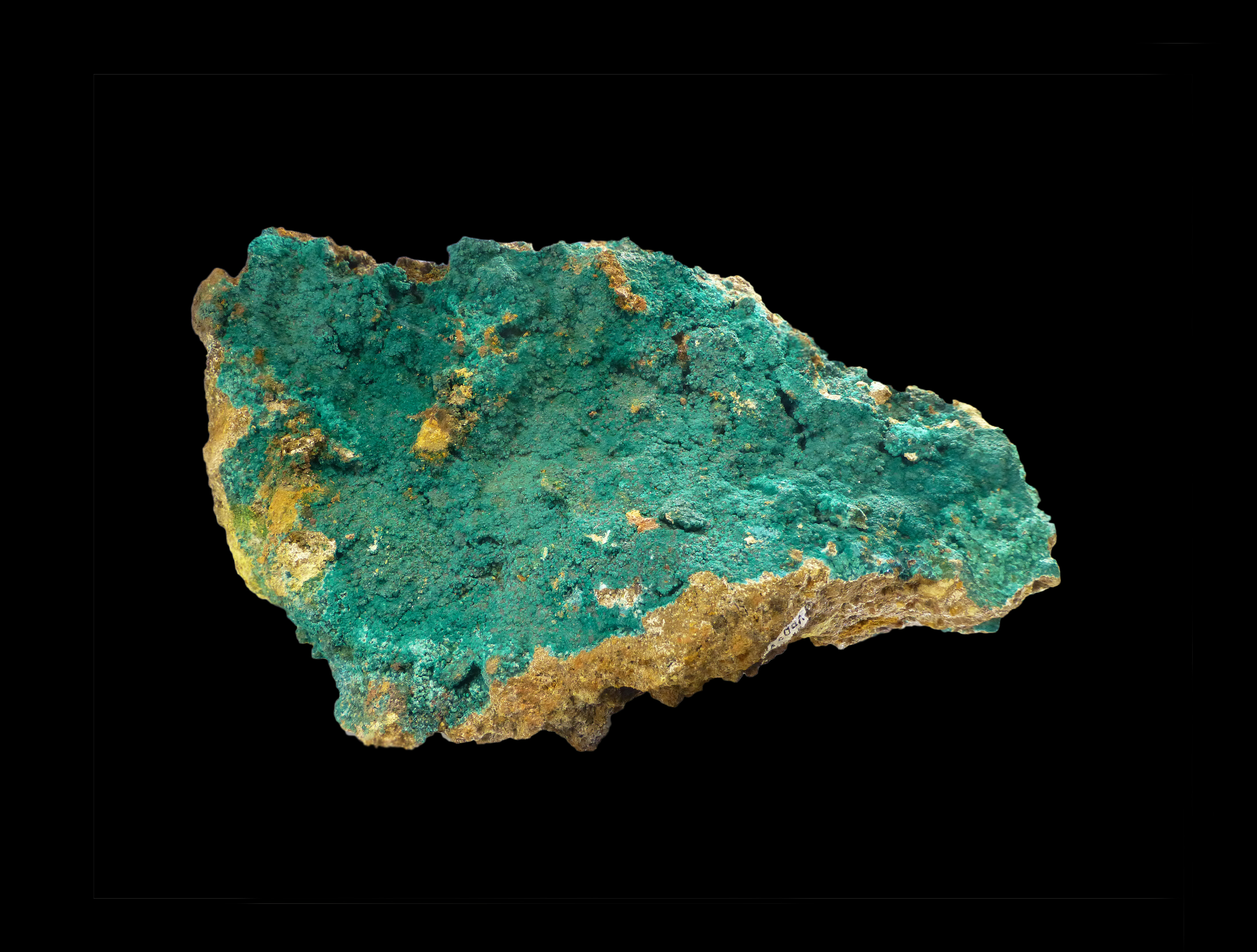
Spécimen de reichenbachite en provenance de la mine de Kipushi